# Joulie Faulon
Joulie Faulon ist eine ehemalige französische Bogenbiathletin.
Joulie Faulon gehörte zu den Pionierinnen in ihrer Sportart bei Weltmeisterschaften. Sie nahm erstmals bei der Premiere der WM, 1998 in Cogne, teil und gewann dort an der Seite von Olga Francon und Carole Leclerc hinter der Vertretung aus Italien und vor den Vereinigten Staaten die Silbermedaille.